# Watch Me
«Watch Me» —en español: «Mirame»— es una canción de la serie original de Disney Channel, Shake It Up interpretada por Margaret Durante, del álbum Break It Down. Fue lanzada como segundo sencillo el 21 de junio de 2011 en ITunes y el 24 de junio de 2011 en Vevo. Existe una segunda versión remixada interpretada por Bella Thorne y Zendaya.